# سياسة المغرب المائية
سياسة المغرب المائية هي مجموع التدابير والإجراءات والإنجازات التي يقوم بها المغرب في قطاع الماء. تتميز سياسة الماء في المغرب، الذي يحتل الرتبة 114 من أصل 174 دولة حسب مجموع الموارد المائية المتجددة، بتحسن كبير في إمداد المياه وبدرجة أقل في الصرف الصحي على مدى الخمسة عشر سنة الماضية. أما على الصعيد العربي فيحتل المغرب مراتب متقدمة في الموارد المائية (الرابع) وحصة الفرد من الماء (الخامس) وهو عضو في المجلس العربي للمياه.وتهدف هذه الاستراتيجية إلى تبادل المعطيات والأفكار حول مؤهلات وإكراهات وآفاق هذا المجال الحيوي، ومن ثم الخروج باقتراحات وتوصيات تساعد مدبري الشأن العام على إيجاد الحلول الملائمة لأزمة ندرة المياه.
عرف المغرب تطورا كبيرا منذ عقد السبعينيات من القرن العشرين في بناء السدود وبلغ الذروة في الثمانينيات والتسعينيات من نفس القرن، فموضوع الأمن المائي يكتسي أهمية قصوى، حيث عرفت السياسة المائية بالمغرب تطورات إيجابية مهمة منذ تبني المغرب سياسية إنشاء السدود من طرف الملك الحسن الثاني، بهدف تحقيق التنمية والعيش الكريم لكافة المغاربة، وتحقيق النمو الاقتصادي والارتقاء الاجتماعي. ولا زالت مشاريع قائمة أو مستقبلية في هذا المجال.
ومن جهة أخرى، فهناك عدة مشاريع في طور الإنجاز والتنفيذ من سدود وقنوات وشبكات صرف ومحطات للتحلية والمعالجة ومراكز أبحاث ستساعد البلاد على تدبير الموارد المائية التي هي في تناقص بسبب عوامل طبيعية وبشرية.

## الوضعية المائية
يعرف المغرب وضعية مائية متوسطة إلى ضعيفة فهو يسجل 5.4 نقطة في مؤشر الموارد مقابل 9.1 كمعدل عالمي و46 في مؤشر الفقر المائي ويمتلك ما بين 23 و20 مليار متر3  في السنة من الموارد المائية ويحتل الرتبة 114 من أصل 174 دولة حسب مجموع الموارد المائية المتجددة (تصل في بعض السنوات إلى 29 مليار متر3 ) وأكثر من 12.6 كلم3 في السنة من المياه العذبة يحتل بها الرتبة 41. تنقسم الموارد المائية إلى 75% سطحية (18 مليار متر3) و25% باطنية (5 مليار متر3).

## الموارد التقليدية
| التساقطات حسب الأحواض     |                    |                        |                           |
| الحوض                     | عدد الأيام المطيرة | متوسط التساقطات بالملم | نسبة التساقطات من المجموع |
| لوكوس والسواحل المتوسطية  | 73                 | 680                    | 9                         |
| ملوية                     | 31                 | 245                    | 9                         |
| سبو                       | 59                 | 750                    | 20                        |
| أبو رقراق                 | 56                 | 500                    | 7                         |
| أم الربيع                 | 57                 | 515                    | 12                        |
| تانسيفت                   | 36                 | 330                    | 8                         |
| سوس ماسة                  | 54                 | 240                    | 6                         |
| السواحل الأطلسية الجنوبية | 30                 | 170                    | 19                        |
| الصحراء                   | 21                 | 50                     | 10                        |
| المجموع                   | -                  | 211                    | 100                       |

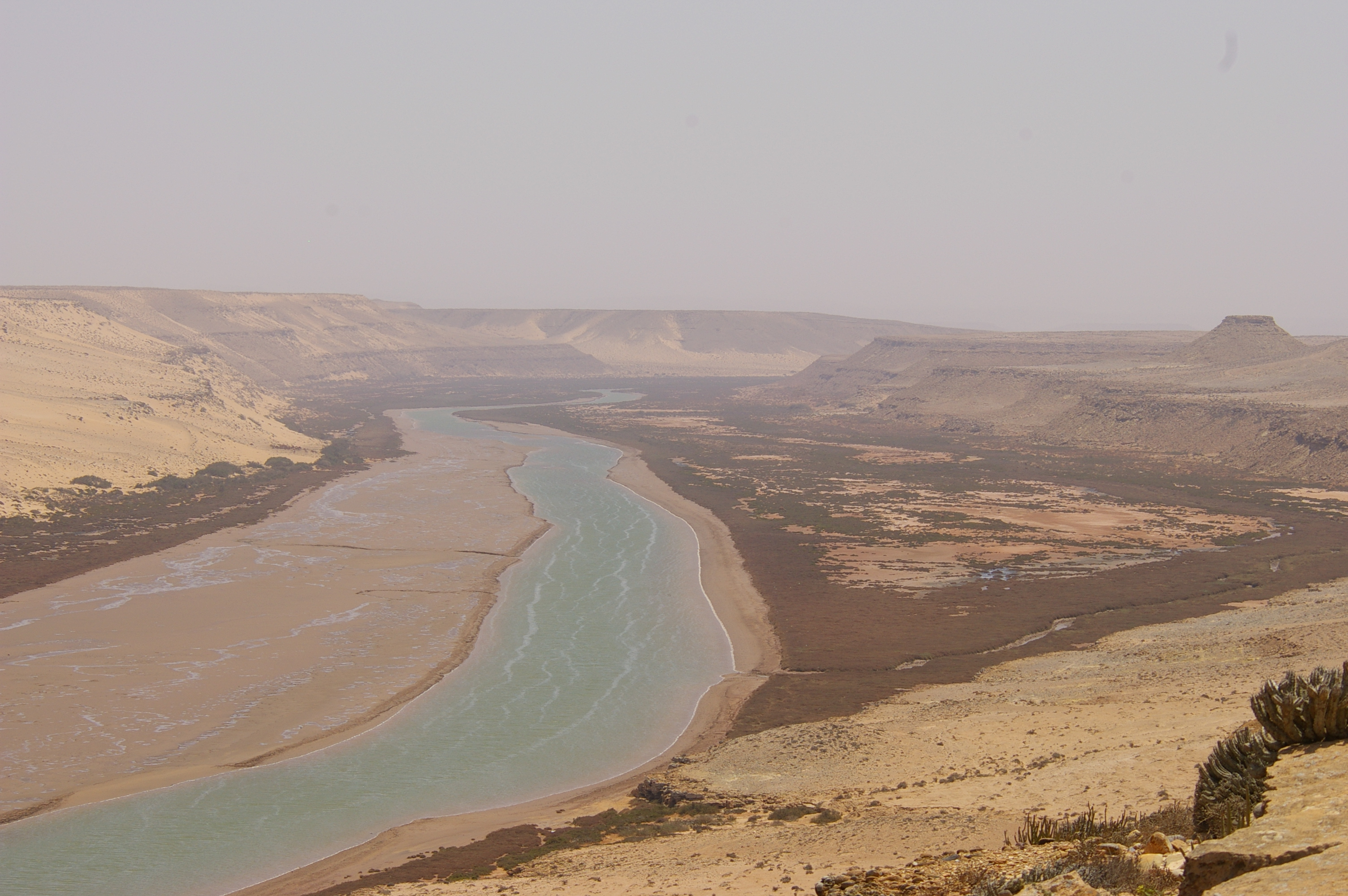
منظر من أعلى لنهر درعة 500 متر عن مصبه.

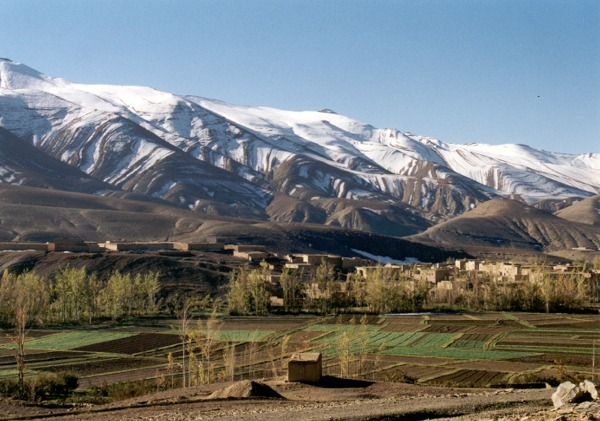
جبال الأطلس، المنبع الرئيسي لمعظم أنهر المغرب.

يحتوي المغرب على ستة أنهار كبرى والتي من الشمال إلى الجنوب هي نهر لوكوس ونهر ملوية ونهر سبو ونهر أبي رقراق ونهر أم الربيع ونهر تنسيفت وحوض كبير هو حوض سوس ماسة. تنبع كل هذه الأنهار من سلسلة جبال الأطلس باستثناء نهر لوكوس.
يتم عدد قليل من التحولات بين الأنهار أبرزها القناة بين أم الربيع وتانسيفت قرب مراكش والتحويل بين مصب أم الربيع ومن نهر أبي رقراق نحو الدار البيضاء. هناك مشروع للتحويل بين نهر سبو وحوض تانسيفت بمعدل نقل 2.74 مليون متر3 في اليوم (0.75 مليار متر3) على طول 500-600 كلم، كذلك هناك عدد من الأحواض الصغرى أيضا. وبعد دراسات جيولوجية جوفية في المغرب قدرت الموارد الجوفية المتجددة الكامنة في الطبقات الأرضية بنحو 10 مليارات متر3 تتبخر منها 2.5 مليار متر3 أو تصرف في البحر والوديان وتستغل منها 2.5 مليار متر3 كما تسحب 3.01 مليار متر3 من الخزانات الجوفية.[بحاجة لمصدر]
أما التساقطات فهي متغيرة حسب السنين فمثلا يعرف المغرب سنة مطيرة وبعدها خمس سنوات جفاف متتالية ثم سنوات مطر متتالية، وحسب المناطق فالتساقطات في الشمال أغزر من الجنوب. يفوق معدل التساقطات السنوي أكثر من 1000 ملم (مليون متر3 في كم مربع) في المناطق الجبلية في الشمال (الريف الطنجي والسواحل المتوسطية الغربية) وأقل من 300 ملم (300000 متر3 في كم مربع) في أحواض ملوية وتنسيفت وسوس ماسة ومناطق جنوب الساحل الأطلسي والمناطق الصحراوية أي ما يعادل 85% من أراضي البلاد.
تتساقط الأمطار غالبا على مرحلتين: الأولى في الخريف والثانية في الشتاء ويتراوح عدد الأيام المطيرة بين يوم واحد و30 في الجنوب و70 في الشمال. كما يلاحظ تهاطل للثلوج في المرتفعات ابتداءً من 1000 إلى 1500 متر وتتراوح كمياتها حسب خطوط العرض والعلو وتعرض السفوح من 500 إلى 2000 ملم.

## الموارد غير التقليدية

### مياه التحلية
يعتبر اللجوء إلى تحلية مياه البحر أمرا حتميا في جنوب المغرب والذي يعرف مناخا جافا. أنشئت أول محطة لإنتاج الماء الصالح للشرب عن طريق تحلية مياه البحر في 1976 بقدرة 75 متر3 في اليوم في طرفاية. وتبعتها عدة محطات للتحلية أكبرها التي توجد في العيون بقدرة 7000 متر3 في اليوم. سمح إنشاء واستغلال هذه المحطات التي يبلغ عددها ستة بتطوير خبرة في المغرب لجلب تقنيات جديدة أكثر ملائمة وأصبحت طاقتها الإنتاجية 12000 متر3 في اليوم. تبقى تكلفة الماء المحلى (ماء البحر أو الماء القاري المالح) مرتفعة (3 دولارات للمتر المكعب) ويبقى أيضا استخدام هذه التقنية لإنتاج الماء الصالح للشرب هو البديل الأخير المختار في التخطيط لتعبئة المياه كما هو الحال في مناطق حيث تستهلك فيها جميع الموارد التقليدية -مدينة أغادير- المتمثلة في المياه المجمعة في السدين المجاورين ومياه الشرفة الباطنية. لكن في أقصى جنوب المغرب تبقى تحلية الماء الحل الوحيد لتوفير الماء الصالح للشرب.

### المياه المعالجة
| جدول مساحة المزروعات المسقية بالمياه العادمة |                          |                                   |
| المدينة                                      | مساحة المزروعات بالهكتار | الأنواع                           |
| مراكش                                        | 2000                     | الحبوب والبستنة والأشجار          |
| مكناس                                        | 1400                     | الحبوب والبستنة والأشجار          |
| وجدة                                         | 1175                     | البستنة والحبوب والأشجار          |
| فاس                                          | 800                      | الأشجار والبستنة                  |
| الجديدة                                      | 800                      | البستنة والعلف                    |
| خريبكة                                       | 360                      | الحبوب والبستنة                   |
| أغادير                                       | 310                      | الأشجار والبستنة والصويا والفواكه |
| بني ملال                                     | 225                      | الحبوب والبستنة والقطن والشمندر   |
| بن جرير                                      | 95                       | البستنة والعلف والأشجار           |
| تطوان                                        | 70                       | البستنة والعلف                    |
| المجموع                                      | 7235                     | -                                 |

يتم التخلص من المياه العادمة في الوسط الطبيعي بسبب تدهور قطاع الصرف الصحي ويلاحظ استعمال المياه المنزلية المستعملة في المدن الداخلية الكبيرة مباشرة في السقي حيث أن قرب الأراضي الزراعية من أماكن تصريف النفايات السائلة ساهم في تطور هذه العادة. وفي السنوات الأخيرة أصبح استعمال المياه العادمة في الري ملاحظا أيضا في المدن التي بها نظام صرف جديد. أصبح مجموع الأراضي المعنية في المغرب يفوق 7000 هكتار أي 70 مليون متر3 من المياه العادمة في الزراعة مع نسيان أضرارها على الصحة وهناك عدة أنواع من المزروعات التي تسقى بها ابتداءً من محاصيل العلف نحو الخضروات وصولا إلى الأشجار.
عمت هذه الظاهرة عدة تجمعات حضرية ليس بها نظام صرف صحي وبلغ عددها حسب تحري أقيم في إطار الخطة الوطنية للصرف الصحي السائل (1998) حوالي 70 منطقة استعمال لمصبات المياه العادمة في مجمل التراب الوطني. منذ أكثر من عقد رأت عدة مشاريع لأبحاث متعدد التخصصات تهم معالجة وإعادة استعمال المياه العادمة في الري النور (أبو الجعد وورزازات والدراركة وبنسركاو) وذلك للإجابة على التساؤلات الزراعية والصحية والبيئية. سمحت نتائج هذه الأبحاث بوضع معطيات دقيقة وضرورية في يد الجماعات المحلية ومكاتب الدراسات لإنشاء محطات معالجة المياه العادمة ملائمة للسياق المحلي ولإعادة الاستعمال في الزراعة.
في 2025، سيبلغ حجم المياه العادمة المنزلية 700 مليون متر3 وهو مورد هام إذا ما تم استعماله وتوفير مثله لأنواع أخرى من الاستغلال. لا يوجد لحد الساعة أي مخطط وطني لإعادة استعمال المياه العادمة: فبعد المعالجة يجب ضخ هذه المياه ونقلها إلى أماكن الاستعمال لكن لا تهتم أي مصلحة بهذا الجزء. وبافتراض استعمال 40% من المياه العادمة المنزلية في أفق 2025 أي ما يعادل 300 مليون متر3، 30000 هكتار ستروى بالماء المعالج. سيسمح هذا الحجم من الماء بتوفير مثله لأغراض أخرى.

## السدود في المغرب
في المغرب مائة وثمانية وعشرون سدا كبيرا وسدود بأحجام متنوعة ومتوزعة في أنحاء البلاد تقوم بوظائف متعددة من توفير الماء للشرب والصناعة والسقي وري الماشية وتغذية الفرشات المائية وحصر الفيضانات والحماية من انجراف التربة والحماية من التلوث والاستجمام وتوفير الطاقة. بدأ بناء السدود في المغرب في عشرينيات القرن العشرين في عهد الاستعمار الفرنسي والإسباني. منذ 1929 حتى فترة الاستقلال تم بناء حوالي إثني عشر سدا مائيا أغلبها يتركز في شمال ووسط المغرب ابتداءً من سد سيدي معاشو وسد قصبة تادلة. تسارعت وتيرة البناء في أوائل الخمسينيات ببناء سد زمران وسد بين الويدان ذي الطاقة الاستيعابية البالغة 1384 مليون متر3 واستمر البناء بنفس تلك الوتيرة في سنوات ما بعد الاستقلال في عهد الملك الراحل الحسن الثاني. وفي نهاية السبعينيات، بني سد المسيرة الذي يعتبر ثاني السدود المغربية كبرا بطاقة استعابية تبلغ 2760 مليون متر.3  أما فترة الثمانينات وبداية التسعينات شهدت بناء عدد كبير من السدود الصغيرة والمنتشرة على التراب الوطني وبناء أكبر سد مغربي حجما، وهو سد الوحدة. وكذلك شهد العقد الأول من الألفية الجديدة بناء سدود صغيرة كثيرة تتخلها بعض المشاريع الكبرى. كذلك يُخطط بناء حوالي 17 سدا في فترة الإنجاز لإضافتها إلى المائة والثمانية والعشرين الحالية. حتى اليوم، توفر السدود المائية للمغرب قدرة استعابية تصل إلى 17.2 مليار متر3.
وفي سياق يتسم بالندرة نتيجة التغيرات المناخية، يواصل المغارب بناء السدود لتدبير ثراوته المائية.
سيتعزز المجهود الوطني في مجال الماء بثلاث سدود جديدة ، حسب وزير التجهيز والماء نزار البركة الذي حل ضيفا على لجنة البنيات الأساسية والطاقة والمعادن والبيئة بمجلس النواب من أجل تقديم الميزانية الفرعية للوزارة برسم مشروع قانون مالية 2024.
ويتعلق الأمر بإنهاء أشغال إنجاز سد "مداز" بإقليم صفرو، وسد "غيس" بإقليم الحسيمة، و كذا سد "كدية البرنة" بإقليم سيدي قاسم، مؤكدا أنه في الوقت ذاته تتواصل أشغال إنجاز 16 سدا كبيرا، والشروع في إنجاز أشغال سد "بوخميس" بإقليم الخميسات بسعة تخزينية تصل إلى 650 مليون م3، وبكلفة مالية إجمالية تقدر بـ 1,5 مليار درهم، بالإضافة إلى إطلاق طلبات العروض لإنجاز أشغال ثلاث سدود كبرى بغلاف مالي إجمالي يقدر بـ4745 مليون درهم، منها 171 مليون درهم كاعتمادات أداء.
وبخصوص السدود المتوسطة، سيتم الشروع في إنجاز أشغال سد "عين قصب" بإقليم بنسليمـان، حيث خصصت لهذا المشروع اعتمادات مالية تقدر بـ 30 مليون درهم كاعتمـادات أداء و115مليون درهم كاعتمادات التزام، إلى جانب الشروع في إنجاز بناء سد "تاسا ويركان" بإقليم الحوز ضمن برنامج إعادة البناء والتأهيل للمناطق المتضررة من زلزال الحوز.
وبالنسبة للسدود الصغرى، تم إنجاز أشغال بناء ثمان سدود صغيرة عن طريق الشساعة في إطار اتفاقية تمويل وشراكة، بين وزارة التجهيز والماء ووزارة الداخلية.

## استغلال المياه
| الاحتياجات المائية الحالية والمستقبلية(مليون متر3 /السنة) |        |        |        |         |
| السنة                                                     | منزلية | صناعية | زراعية | المجموع |
| 1985                                                      | 1063   | 130    | 3000   | 4193    |
| 2000                                                      | 1684   | 404    | 4500   | 6587    |
| 2010                                                      | 2815   | 905    | -      | -       |
| 2030                                                      | 6537   | 1961   | 6400   | 14198   |

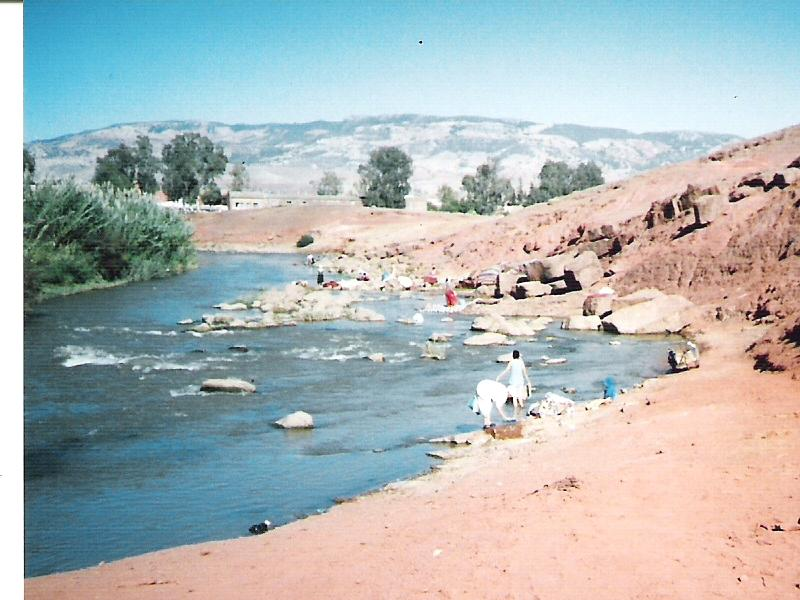
نهر أم ربيع في وسط المغرب، أطول أنهار البلاد.

تبلغ كمية استغلال الموارد المائية في المغرب 12.6 كلم3 في السنة ويحتل بذلك المرتبة الحادية والأربعين وتم استغلال النسبة الأكبر من هذه المياه في الزراعة (87%) ثم الاستعمال المنزلي (10%) فالصناعة (3%) في 2000 وفي 2003 تم استغلال 2.28 مليار متر3 في الاستعمالين الصناعي والمنزلي منها 0.7 مليار متر3 31%) جاءت من مصادر باطنية و1.58 مليار متر3 (69%) من مصادر سطحية. في بعض أنحاء البلاد مثل منطقة سوس ماسة في الجنوب يلاحظ استغلال مفرط للمياه الباطنية لأغراض الصناعة.

### الماء والأمن الغذائي
بعد نهج سياسة بناء السدود في بداية ستينيات القرن العشرين اتجه المغرب نحو برامج فلاحية تقوم على الزراعات المسقية وتهدف تحقيق الأمن الغذائي. رغم الجهود المبذولة والتقدم الملحوظ لم يصل المغرب إلا مستوى متوسطا في المواد الغذائية الأساسية كالحبوب والزيوت والسكر وهذا يرجع إلى النمو الديموغرافي والإمكانات الضعيفة المتاحة من الماء والتربة. وحتى أن إنتاج الحبوب في تراجع مما يضطر البلاد إلى استيراد 40% حتى 60% من حاجياته حسب الحالة المناخية.
| مستوى تحقيق الحاجات الداخلية في المواد الغذائية |        |       |       |
| الفترة                                          | الحبوب | الزيت | السكر |
| 1974-1970                                       | 85%    | 25%   | 50%   |
| 1979-1975                                       | 74%    | 22%   | 53%   |
| 1984-1980                                       | 62%    | 17%   | 60%   |
| 1998-1994                                       | 65%    | 20%   | 51%   |

بلغ مستوى تحقيق الحاجات الداخلية سنة 1992 في المواد الغذائية الثلاث الرئيسية (الحبوب والزيت والسكر) 60% و20% و50% على التوالي، وظلت هذه النسب تنخفض حتى بلغت 50% و35% و35% وستظل تنخفض في السنوات المقبلة حسب التوقعات على عكس مستوى تحقيق الاكتفاء الذاتي في الزيت الذي يرتفع. قامت وزارة الفلاحة بتوقعات لحاجات البلاد الداخلية في أفق سنة 2020 التي ستبلغ 130 مليون قنطار منها 85 مليون ستخصص للاستهلاك البشري وسيتراجع مستوى تحقيق الحاجات الداخلية إلى أقل من 40% بينما سيبلغ مستوى تحقيق الحاجات الداخلية من الزيت 52% والسكر 25% في نفس الأفق.

### الماء والزراعة
يعتمد الاقتصاد المغربي على الزراعة بشكل كبير لأنها تشغل ما يقرب نصف عدد السكان وبما أن الزراعة تعتمد بدورها على الظروف المناخية فإن تطور الاقتصاد الوطني مرتبط بتطور الإنتاج الفلاحي بشكل وثيق. منذ الاستقلال بدأت السلطات المغربية اتخاذ إجراءات لتثبيت الإنتاج الفلاحي عبر إنشاء مدارات مسقية وبذلت جهود كبيرة في السنين الثلاثين الأخيرة لتطوير الري وذلك لتحقيق الحاجات الغذائية وتطوير ظروف عيش الساكنة القروية والمساهمة في تصدير المنتوجات الفلاحية. حددت أهداف معينة منذ أكثر من أربعين سنة لتطوير الزراعة المسقية. انطلقت سياسة بناء السدود وكذا تجهيز المدارات المسقية في بداية الستينيات بهدف بلوغ مساحة مليون هكتار مسقية في أفق 2000 آنذاك لم تكن تبلغ إلا 300000 هكتار. الآن تبلغ المساحة المسقية 1050000 هكتار أي ما يعادل 35 هكتار لكل ألف مواطن في حين يبقى المعدل العالمي 43 هكتار لكل ألف مواطن.
| الناتج المحلي الخام في الزراعة |       |       |       |       |       |
|                                | 1998  | 1999  | 2000  | 2001  | 2002  |
| ن م خ                          | 133.7 | 133.6 | 134.9 | 143.6 | 150.1 |
| ن م خ للزراعة                  | 21.9  | 18.2  | 15.5  | 19.8  | 21.3  |
| ن م خ للزراعة/ن م خ            | 16.3  | 13.6  | 11.5  | 13.8  | 14.2  |

تشكل الزراعة المسقية اليوم 45% من القيمة المضافة الفلاحية وتساهم في 75% من الصادرات الفلاحية رغم مساحتها التي لا تتعدى 10% من مجموع المساحة الفلاحية بالمغرب. وفي السنوات التي تكون فيها الحالة المائية جيدة تصل مساهمة الزراعة المسقية في القيمة المضافة 75%. تبلغ حصة المدارات المسقية في الناتج المحلي الخام بين 7% و10% حسب الحالة المائية للسنة ويلعب الري دورا مهما في حفظ الأمن الغذائي للبلاد حيث يتحسن مستوى تحقيق الحاجات الداخلية في بعض المواد كما هو حال الحليب والسكر والمنتجات التسويقية إلى 70% حتى 100%.

### الماء والطاقة والصناعة
تطور إنتاج الطاقة الكهرمائية من 2100 مليون كيلواط في 1992 إلى 2700 مليون كلواط في 2004 وهو ارتفاع ضعيف بالنسبة إلى الإنتاج الوطني الإجمالي الذي يبلغ 16000 مليون كيلواط. تنتج المصانع المدمجة بالسدود، بقدرتها المتبثة 1.200 ميغاواط أي ما يعادل 32% من طاقتها الكلية، في المتوسط أكثر من 2000 مليون كيلواط في سنة مائية متوسطة. وفي السنوات المائية الجيدة يمكن توفير 700000 طن من الوقود لأغراض أخرى. لكن في العشرين سنة الماضية بلغ إنتاج الطاقة فقط 1000 مليون كيلواط كمعدل سنوي أي 50% من القدرة المتوقعة وذلك بسبب التقلبات في الحالة المائية التي عرفتها الفترة. فاضطر المخططين في قطاع الطاقة إلى إعادة صياغة برامجهم للإنتاج الطاقي الكهرمائي ففي العشرين سنة القادمة لن يبنى أي سد لغرض توفير الطاقة الكهرمائية.
يصعب توفير الماء لتحريك توربينات السدود بسبب نذرته ولا يتم ذلك إلا إذا كان هناك فائض بالنسبة للقدرة الاستعابية للسدود. أما بالنسبة للصناعة فتبقى منحصرة في المدن الكبرى (مع بعض الاستثناءات) لذا تدخل برامج الماء والصناعة في إطار برامج الماء الصالح للشرب والمشكل الذي يعاني منه الماء في قطاع الصناعة ليس هو التزود (الذي يصل 100%) بل العقلانية في التدبير ومعالجة التلوث.

### الماء والمدن
ارتفعت الساكنة الحضرية من 13 إلى 17 مليون نسمة ما بين العامين 1992 و2004 فبلغت نسبة الساكنة الحضرية 57% من مجموع السكان. يتولد عن هذا التطور السريع تحديات عدة بسبب صعوبة بناء منشات أساسية وبنيات تحتية تواكبه والتي تتطلب موارد مالية ضخمة ومن هذه التحديات يُلاحظ:
- تعبئة الماء للمدن واعتماده على مصادر سطحية عوض المصادر الباطنية كما في السابق ففي 1992 بلغت حصة الفرشات الباطنية من تزويد المياه للمدن هي 35% والحصة الموارد السطحية 65% (700 مليون متر3 باطنية و1560 مليون متر3 سطحية) وذلك بسبب استنزاف الفرشات الباطنية.[39]
- تعبئة الماء للمدن التي توجد في أحواض ضعيفة الموارد وهو ما يدفع إلى الاتجاه نحو مشاريع تحويل ونقل المياه فعلى سبيل المثال في أفق 2015 سيتطلب تحقيق حاجات المنطقة الساحلية ما بين الرباط والدار البيضاء (45% من الساكنة المغربية) إنشاء مشروع نقل من وادي سبو بطول 200 كلم وحجم 200 مليون متر3 أما مدن أخرى كأغادير ستتجه نحو تحلية المياه.[39]
- تتمركز الأحياء الفقيرة في المناطق المجاورة للمدن مما يصعب عملية تجهيزها بالمعدات اللازمة لتوزيع الماء الصالح للشرب وجمع المياه العادمة لكن لوحظ كذلك تقدم في التزود بالماء الصالح للشرب من 78% في 1992 إلى 90% حاليا.[39]
- ترمي المدن 230 مليون متر3 من المياه العادمة وتساهم بحوالي 42% من التلوث.[39]

### الماء الصالح للشرب في المدينة
خلال العقدين المنصرمين استفاد قطاع الماء الصالح للشرب في المدار الحضري من أولوية كبيرة للتعبئة والإنتاج وتوسيع الخدمات. تضاعفت الطاقة الإنتاجية للماء الشروب في التجمعات الحضرية خمس مرات ما بين 1972 و2003 لتصل إلى 55 متر3 في الثانية وارتفع عدد السكان الحضريين الموصولين بشبكة توزيع الماء من 2.8 إلى 13.5 مليون نسمة خلال نفس الفترة ومعه نسبة السكان الموصولين من 53% في 1972 إلى 88% في سنة 2003. لكن تبقى الساكنة التي تقطن المناطق المجاورة للمدن والتي تبلغ 10% من مجموع السكان الحضريين غير موصولة بشبكات التوزيع غير بعض السواقي العمومية. وفي هذا الإطار تبذل جهود كبيرة لتقليص النسبة عبر شبكات التوزيع الاجتماعية والتي تقدم خدمات توزيع الماء بأسعار مناسبة للساكنة الفقيرة. أما على مستوى تأمين الخدمة فتتجه الدولة نحو تنويع مصادر التزود بالماء وتدبير الموارد المتاحة ومن خلال ذلك فإن التزود بالماء في المدن مستمر حتى في حالة جفاف لأربع أو ثلاث سنوات. منذ 1992 والساكنة الموصولة بشبكة توزيع الماء ترتفع بنسبة مهمة لكن في المقابل يلاحظ ارتفاع قليل إلى منعدم في حجم إنتاج الماء الصالح للشرب.
يتوقع المكتب الوطني للماء الصالح للشرب، وهو الهيئة الحكومية المكلفة بالتخطيط للماء الشروب في المغرب وإنتاجه وتوزيعه جزئيا، أن تبلغ نسبة الولوج إلى الماء الصالح للشرب في المدارات الحضرية 100% في أفق 2015 بعدما بلغت 92% في سنة 2007 و96% في سنة 2010 حيث بلغت نسبة الارتفاع 1% سنويًا خلال العقد المنصرم.

### الماء الصالح للشرب في البادية

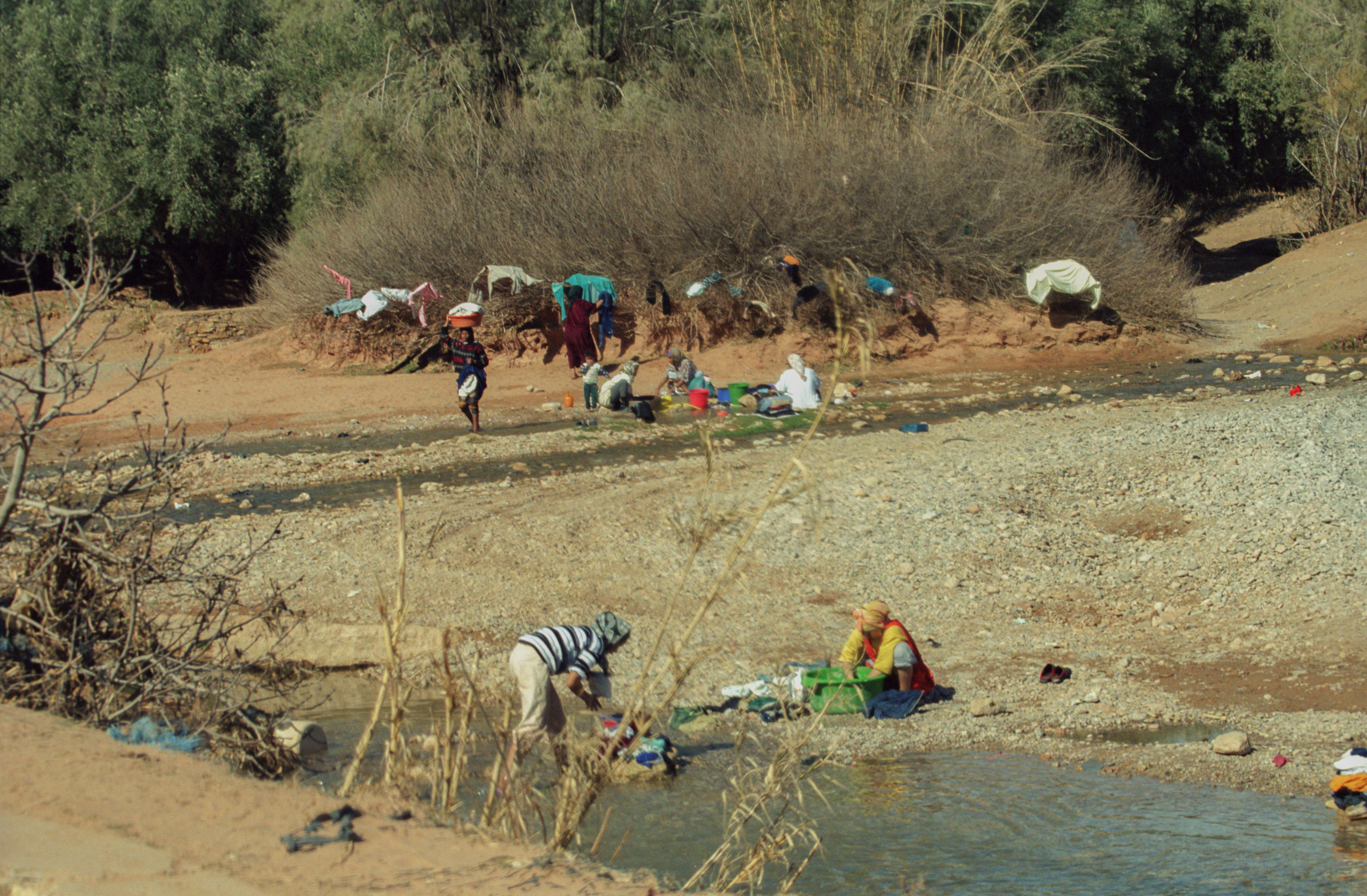
نساء ريفيات يغسلن الملابس في مياه نهر دادس بجبال الأطلس. أصبحت هذه العادة أقل شيوعا مع ازدياد نسبة المنازل القروية التي تصلها مياه الاستعمال المنزلي.

لم تعرف خدمات الماء الصالح للشرب في البادية نفس الاهتمام والتطور الذي عرفتهما نظيرتها في المدينة ويرجع ذلك إلى الصعوبات المرتبطة بانتشار السكان على مجال واسع وقصور الاستثمارات العمومية في القطاع وضعف الإطار المؤسسي. أبرز المخطط الرئيسي للتزود بالماء الصالح للشرب في المجال القروي الذي وضع في 1990 هذا التأخر المهم وذلك من خلال مشيرات توضح الظروف غير المستقرة التي تتزود فيها الساكنة القروية بالماء. وفي 1992، بلغت نسبة الساكنة القروية التي تستفيد من خدمة الماء الصالح للشرب عبر نظام حكومي مصمم بطريقة ملائمة وخاضع للمراقبة والتدبير 14.3% وفقط 6% منها تمتلك ولوجا خاصا وهذه النسبة هي فقط المعدل الوطني أما في بعض الأقاليم فإنها منخفضة كثيرا. وأوضح تحقيق أنجز لوضع المخطط الظروف الصحية السيئة التي تتوفر في نقط التزود بالماء: 85% من النقط لا تحقق المعايير المقبولة للماء الشروب وتشكل هذه الظروف الصحية السيئة في نقاط جلب الماء محيطا ملائما للأمراض المنقولة بواسطة المياه. من جهة أخرى، يقدر أنه في 93% من الحالات يتولى الأطفال والنساء مهمة جلب الماء وخصوصا الفتيات الصغيرات الواتي يشكلن 70% من تلك الحالات.
أوقف المخطط الرئيسي أولويات التزود بالماء الصالح للشرب وحدد الموارد المالية والظروف المؤسسية اللازمة لتعميم الولوج إلى الماء الصالح للشرب بالنسبة للساكنة القروية ولتطبيق ما جاء في المخطط وضع البرنامج المسمى برنامج تعميم تزويد الساكنة القروية بالماء الصالح للشرب (بالفرنسية: Programme d’approvisionnement groupé en eau potable des populations rurales؛ اختصار: PAGER). وضع هذا البرنامج للسماح للساكنة القروية، المقدرة في سنة 1995 باثنيّ عشر مليون نسمة، بالتزود بالماء الصالح للشرب في غضون 10 سنوات وقدرت الموارد المالية اللازمة لتطبيقه في ذلك الوقت بعشرة ملايين درهم. ولكن بعد 10 سنوات على بدء برنامج الباجير لم تبلغ نسبة الولوج إلا 50% في سنة 2005 و86% في سنة 2010 ولم تتحقق بذلك الأهداف المسطرة في الأفق المحدد. ارتكز الباجير على إشراك الساكنة في مراحل المشاريع وهي البرمجة والتصميم والإنجاز والتدبير وقد ساهم ذلك في خلق روح الملكية الملائمة وذلك لضمان استمرار اشتغال المعدات.

### الصرف الصحي
تتم خدمة الصرف الصحي بشكل جزئي فجمع وإجلاء المياه العادمة يتم فقط في المدن وبدون معالجة المياه العادمة أما في المناطق القروية فإنها أساسا غير متوفرة. يمكن معرفة نسبة الولوج إلى الصرف الصحي عبر حساب نسبة الانخراط في شبكة إجلاء المياه العادمة والتي تقدر بحوالي 76% بعد أن بلغت 78.9% في سنتيّ 1996 و1992 تقريبا نفس النسبة. يُستدل من ذلك أن الخدمة في تراجع ويمكن تفسير هذا التراجع بأن الأحياء المحاذية للمدن عبارة عن سكن غير لائق حيث هذه الخدمة غير متوفرة وهذا العامل يتطور رغم جهود تنظيم المساكن العشوائية التي تقوم بها الحكومة.
إذا كان أداء معدات شبكة المياه العادمة جيدا، رغم التراجع الملحوظ، فإن معدات معالجة المياه العادمة متأخرة جدا ولم تبنى سوى محطات قليلة خلال العشرين سنة الماضية معظمها لا يشتغل جيدا. ويمكن تفسير التأخر في محطات المعالجة بعدم قدرة الجماعات المحلية، المكلفة مؤسسيا بالصرف الصحي، على تحمل الاستثمارات الكبيرة اللازمة وعدم تنظيمها لاستغلال محطات المعالجة على أحسن وجه. ومن المنتظر تطوير هذه الخدمة على المدى المتوسط حيث أنه من جهة أصبح للمكتب الوطني للماء الصالح للشرب إمكانية التدخل في هذا القطاع ومن جهة خرى تم خوصصة القطاع في أربع مدن كبرى تشكل 50% من الساكنة الحضرية وتفويضه إلى شركات خاصة: توقعت دفاتر التحملات للشركات المتعاقدة بداية معالجة المياه العادمة في أفق سنة 2010.

## المشاكل والتحديات

### الجفاف

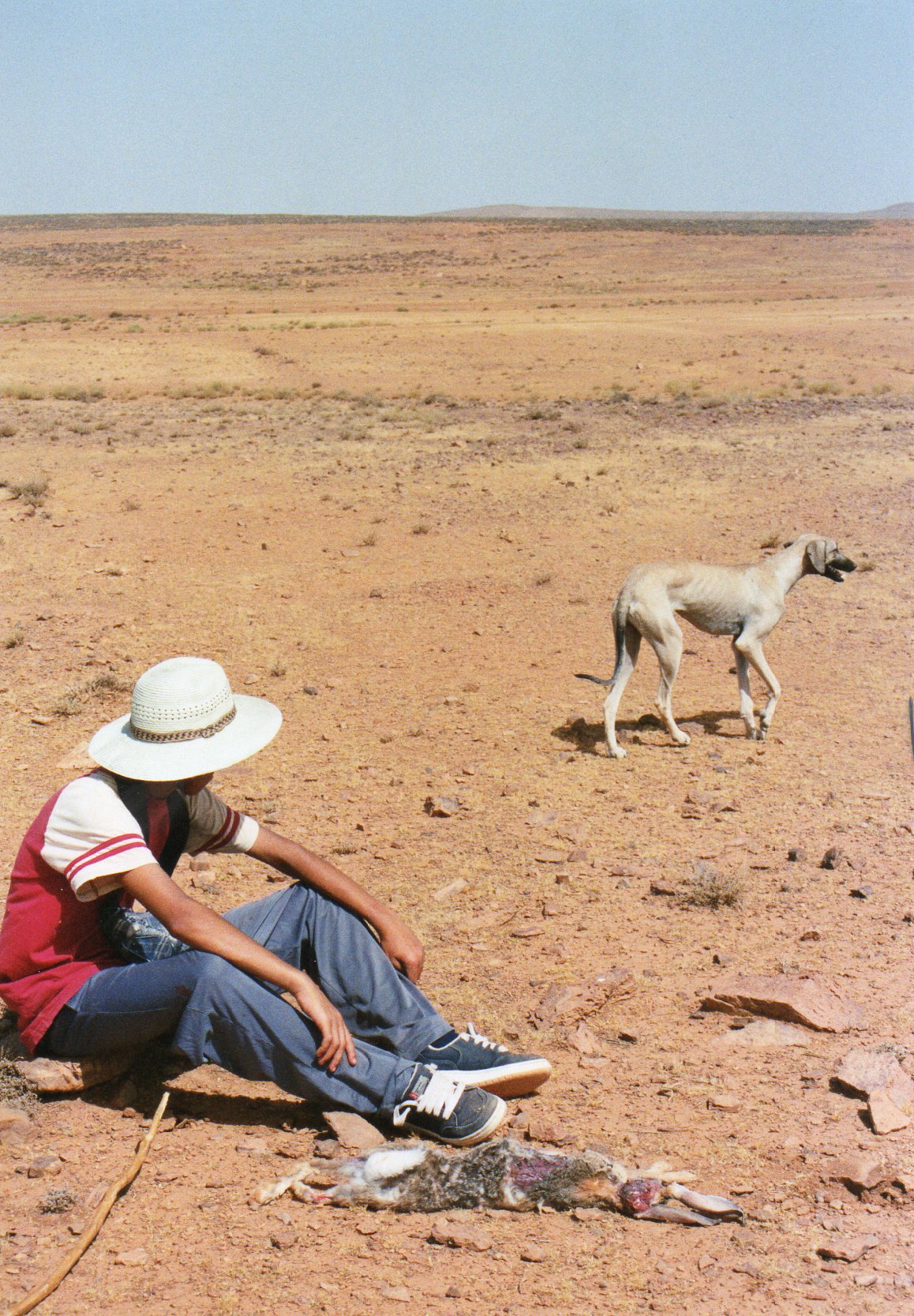
صائد أرانب غير قانوني جالس فوق قطعة أرض أصابها الجفاف.

يعرف المغرب بين الفينة والأخرى تعاقب فترات من الجفاف حيث تتميز بقلة الأمطار أو انعدامها وخصوصا في المناطق الشرقية والجنوبية وبعض الأحيان في أغلب أراضي البلاد كسنوات 1944-1945 و1980-1985 و1991-1995 و1998-2002 التي اتسمت بزحف التصحر والجفاف الحاد والتي تتراوح فيها نسبة العجز المائي في الأحواض أحيانا بين 82 و97%. تتسبب حالة الجفاف المتعاقبة والمستمرة في نضوب العديد من الآبار والعيون وتؤثر بشكل كبير على موارد المياه السطحية خاصة الأودية التي تراجعت مواردها بشكل ملحوظ. يمكن ملاحظة فترات الجفاف هذه بسبب تراجع كمية المياه السطحية من 19 مليار متر3 (المعدل السنوي) إلى 10 مليارات متر3 في فترة 1980-1985 و4.9 مليارات متر3 في فترة 1992-1993 و5.3 مليارات متر3 في فترة 1994-1995 و6 مليارات متر3 في فترة 1998-2000 وبلغ هذا التراجع 47% و74% و72% و68% على التوالي. لكن الجفاف ليس ظاهرة مؤقتة أو جديدة في المغرب فقد أشارت معطيات دراسات على جذوع الأشجار (ذ. شتوكتون) أن المغرب عرف موجة جفاف ما بين  1749 و1878 تسببت في المجاعة في عدة مناطق وزعزعت الاقتصاد المغربي آنذاك وتشير أيضا المعطيات المقاسة الحديثة منذ سنة 1896 (بداية الأرشفة) أن المغرب عاش إحدى عشرة فترة جفاف في مجمل التراب وست أخرى في مناطق معينة. وتشير نفس الدراسات أن نطاق ووتيرة الجفاف أخذا يتسعان في العشرين سنة الماضية حيث أن خمس فترات من فترات الجفاف الإحدى عشرة حدثت في العشرين سنة الماضية لذا أصبحت الدولة تتعامل مع الجفاف كمعطى بنيوي وليس دوري.

### التصحر
يواجه المغرب أيضا مشكل التصحر حيث يفقد 31 هكتار من غاباته في السنة ولا يطال هذا المشكل فقط المناطق الجنوبية بل حتى الشمالية حيث فقدت غابة معمورة أكثر من نصف مساحتها منذ 1920 وخصوصا في الفترة من 1951 (مائة ألف هكتار) حتى 1992 (ستين ألف هكتار). أما في الجنوب كما هو معروف، فقد زحفت الرمال على 280 ألف هكتار لتصل إلى واحتي درعة وزيز وأصبح 1500 نوع من النباتات مهددا بالانقراض أغلبها من النباتات التي لا توجد إلا في المغرب. ومن أهم أسباب التصحر تناقص موارد الماء بفعل التغيرات المناخية بوتيرة 7% منذ 1992 والاستخراج العشوائي لهذه المادة الحيوية اللازمة لتطور الغطاء النباتي وكذا الرعي الجائر وحث التربة الناجم عن التقنيات الفلاحية غير الملائمة لتربة المنحدرات وازدياد ملحية التربة واستنزاف الغابات. كل هذه الأسباب زادت من وتيرة التصحر حتى 30000 هكتار في السنة وأغلبها من أراضي الغابات.

### إطماء السدود
تواجه جميع الأحواض التي تقع بها سدود ظاهرة حث التربة بالمياه والتي تحدث بسبب طبيعة التربة والغطاء النباتي وشدة التساقطات وتزداد بفعل النشاط البشري. تتراكم التربة التي تقتلع في قعر السدود فتقلص من الطاقة الاستيعابية بها وهذا ما يفسر نسبة التقلص الحالية 5% من الطاقة الكلية أي ما يعادل 65 مليون متر3 سنويا. من ال 17.5 مليار متر3 (الطاقة الكلية) مليون متر3 بها طمي. فعلى سبيل المثال، كانت طاقة سد محمد الخامس -الذي بدأ الخدمة في 1967- 730 مليون متر3 موجهة لري 77000 هكتار وتزويد الماء الصالح للشرب وتوجيه الفياضانات فقد أكثر من نصف طاقته وتقلصت مساحة الأراضي المسقية وما زاد الطين بلة سنوات الجفاف والخطر الأكبر يكمن في تقلص القدرة على توجيه وحصر الفياضانات. من الصعب إيجاد حلول لهذا المشكل لأن من أسبابه النشاط البشري ويتجلى في بعض المناطق في نشاطات العائلات الفقيرة التي تعيش عليها.

### التلوث
تواجه جودة المياه السطحية والباطنية تدهورا ملحوظا وأهم مسبباته هي:
- التخلص من مياه الصرف الصحي لأكثر من 26 مليون نسمة دون تنقيته (180 مليون متر3 من مياه الصرف تلقى في المجاري المائية أو على التربة).
- التخلص من المياه العادمة الصناعية دون تنقية في المجاري المائية.
- يبلغ الإنتاج السنوي للمخلفات المنزلية والصناعية 4700000 طن والجزء الأكبر منها يلقى في مقالب قرب حواف المجاري المائية في مناطق الموارد المائية فيها ضعيفة وتتأثر بشكل دائم.[9]
- رشح الأسمدة والمبيدات المستعملة في الزراعة.[9]
- حوادث تسرب الملوثات وخصوصا حوادث السير حيث سجل منذ 1987 أكثر من 25 حادث كبير لناقلات الهيدروكربونات.

يؤثر تصريف المياه العادمة بشكل كبير على جودة المياه وهذا ما لوحظ في 50% عينات المحطات في 2003 تشير إلى مياه ذات جودة متوسطة إلى ضعيفة. يعتبر ارتفاع مستويات النترات منذ أكثر من عقد في الفرشات المجاورة لمساحات الزراعة المسقية من المشاكل المؤرقة لجودة الماء. ويشير تتبع جودة الفرشات الباطنية على أن حالة أغلبها خطيرة حسب مستويات النترات وتشير الدراسات على أن:
- تسجل عدة نقط مائية إلى تركيزات عالية من النترات تفوق المعايير الطبيعية للماء الشروب، وهو 50 ملغ/لتر، الشيء الذي يشكل خطرا محدقا للساكنة كما هو حال بعض التجمعات الحضرية التي ترتوي من الفرشات الباطنية (تادلة والرمل)
- ما يقرب 10% من مساحة الفرشات الرئيسية يسجل تركيز نترات يفوق 50 ملغ/لتر
- ما يقرب 20% من مساحة الفرشات الرئيسية يسجل تركيز نترات ما بين 25 و50 ملغ/لتر
- تنتقل التركيزات العالية من النترات ما بين الفرشات العميقة بسبب ربطها ببعضها البعض

سوف يتطور التلوث بفعل النترات لمدة 10 سنوات أو 20 سنة أخرى قبل أن يستقر إذا لم تتغير الممارسات المؤدية له. هذا التفاقم المتوقع يفسره وقت تسرب النترات في الفرشة وهو يتراوح من أشهر قليلة إلى عدة سنوات. الآن عدة فرشات ملوثة بالنترات ومن أبرزها فرشة تادلة التي تطورت نسبة تلوثها بسرعة لتصل إلى 50% في خمسة عشر سنة.

### الاستنزاف
يتم استنزاف الموارد المائية في أغلب الفرشات الباطنية المعروفة ويرجع السبب في ذلك لتطور الزراعة المائية التي بسبب سنوات الجفاف المتتالية تم اللجوء فيها إلى الفرشات الباطنية في الخمسة عشر سنة السابقة ويلاحظ تناقص عام في مستويات الكهرباء الانضغاطية في الفرشات يقدر في فرشة سايس ب 60 متر في العشرين سنة الماضية. يمكن أن يتسبب الاستنزاف، الملاحظ منذ السبعينات، في تناقص الموارد المائية ونضوب العيون وتدني جودة المياه بسبب تسرب مياه البحر ويؤثر على المستوى الاقتصادي لتلك المناطق (سوس ماسة وسايس وتمارة والحوز والأحواض الأطلسية الجنوبية) ويمكن أن يؤدي ذلك إلى كارثة جيولوجية وزحف التصحر.

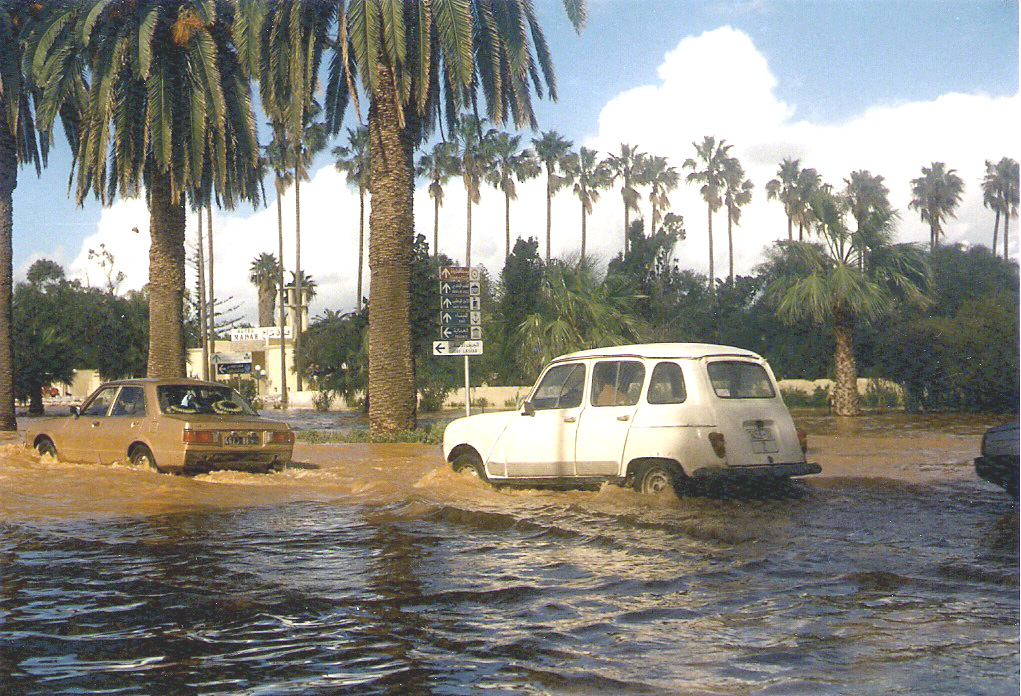
فيضان نهر فليفلة في مدينة الجديدة سنة 1996.

### الفياضانات
شهد المغرب عدة فيضانات رغم قلتها إلا أنها تكون مفاجئة نظرا إلى سنوات الجفاف الطويلة والأمطار الغزيرة الفجائية التي تتبعها ومميتة وكارثية نظرا إلى ضعف البنى التحتية كفيضان 1995 بمراكش الذي خلف 230 قتيل وفيضان أكتوبر 2008 الذي خلف 17 قتيل وآلاف المشردين ودمر 200 منزلا وقنطرتين وانقطع على إثره التيار الكهربائي وحركة السير وغرقت منطقتان صناعيتان بطنجة و13 قتيل في الناظور فبلغت الخسائر المادية 35 مليار درهم وفيضان 2010 الذي ضرب منطقة الغرب ومن نتائجه غمر 110 ألف هكتار من الأراضي الزراعية وتشريد الساكنة المحلية. وترجع أسباب فداحة هذه الخسائر إلى فوضى التعمير والبناء في مجاري الأنهار ومناطق مهددة بالسيول الذي يشكل السبب الرئيسي للأضرار المسجلة (94% من المناطق المتضررة) وضعف البنى التحتية الموجهة لحصر الفيضان والتقليل من قدرة الوديان الاستعابية بسبب صب أجسام ضخمة ودفن السيول بالرمال (50% من المناطق المهددة) والرؤية القطاعية لحجم المنشآت (الطرق والبنايات وقنوات صرف الأمطار) وعدم إنشاء قنوات لصرف مياه الأمطار وعدم تحذير المواطنين قبل وقوع الكارثة. ولمواجهة هذه الكوارث قامت الدولة بإنشاء صندوق خاص لمكافحة مخلفات الكوارث الطبيعية بتمويل من ميزانية الدولة ومساهمة سعودية وسيهتم بمساعدة المتضررين من الكوارث وعمليات الإنقاذ العاجلة.

## تدابير وإجراءات المغرب

### الهيئات المتدخلة في القطاع
يعتبر المجلس الأعلى للماء الهيئة المقررة للسياسات المائية ومع ذلك فقد اعتمد المغرب على سياسة التسيير اللامركزي وذلك بإنشائه لوكالات الأحواض المائية.
أما وزارة الطاقة والمعادن والماء والبيئة فهي الهيئة الحكومية المسؤولة عن تدبير الموارد الطبيعية لدى المغرب ومن بينها الماء والفرع المتخصص في شؤون الماء هي كتابة الدولة المكلفة بالماء والبيئة والتي تتوفر على 380 نقطة مناخية أو لقياس هطول الأمطار و240 محطة هيدروغرافية و700 نقطة حسابات دورية و45 محطة شاملة للطقس لقياس التساقطات والحرارة والإشراق والضغط و370 محطة مناخية (التساقطات والحرارة) في يد أطراف ثالثة (مصلحة الغابات والمياه والمكتب الوطني للماء الشروب) وسبع مختبرات جهوية تقوم ب 20000 تحليل في السنة و1700 جهاز لقياس الكهرانضغاطية تنجز 10000 قياس في السنة. تسهر الكتابة على تنمية قطاع الماء في إطار التنمية المستدامة ومكلفة بعدة مهام منها:
| - البحث عن الموارد المائية وتقييمها - مراقبة أحوال الطقس والإعلام بتغير الطقس - التخطيط لتطوير الموارد المائية - نقل المياه | - تدبير الموراد المائية - المساهمة في حماية الناس والممتلكات من خلال التنبؤ ورصد تطور مخاطر الطقس - حفظ التراث الهيدروليكي (الموارد المائية والبنية التحتية) - البحث والتطوير في ميداني الماء والطقس |

من جهة أخرى، يعتبر المكتب الوطني للماء الصالح للشرب (اختصارا: ONEP) هو الهيئة المكلفة بالتخطيط للتزود بالماء الصالح للشرب على المستوى الوطني وإنتاجه (المعالجة والتوصيل). في الفترة الممتدة بين عاميّ 2008 و2010، قام المكتب بتوزيع الماء الصالح للشرب في أكثر من 3656 قرية و180 مركز قروي صغير وتنفيذ الصرف الصحي ل 65 مركز وذلك لحساب الجماعات المحلية ومن المتوقع أن يرتفع الرقم الأخير إلى 191 مركز في عام 2017. ينتج المكتب أكثر من 80% من الماء الصالح للشرب (767 مليون متر3) في المغرب ثم يبيعه إلى المجالس ومشغلي القطاع الخاص بثمن تحدده الدولة أو مباشرة إلى المستهلك في المناطق التي يتكلف بتوزيعه فيها. وفي المناطق القروية يوفر المكتب أيضا الماء الصالح للشرب لأكثر من ثلث الساكنة.
في منتصف تسعينيات القرن العشرين، بدأ المغرب خصخصة شبكات المياه العذبة والصرف الصحي في المدن الكبرى كالدار البيضاء (1997 لصالح ليدك) والرباط وطنجة وتطوان (1998 صالح فيوليا) لتبلغ في سنة 2009 حصة هذه الشركات الخاصة من توفير خدمات الماء الصالح للشرب والصرف الصحي 38% من الساكنة الحضرية بالمغرب.
بالإضافة إلى المشغلين السابقين (المكتب الوطني للماء الصالح للشرب والشركات الخاصة) نجد المجالس المستقلة في مهمة توزيع الماء الصالح للشرب والصرف الصحي السائل والتي يبلغ عددها 12 منتشرة في كل فاس (RADEEF) ومكناس (RADEEMA) والجديدة (RADEEJ) والقنيطرة (RAK) ومراكش (RADEEM) والعرائش (RADEEL) وآسفي (RADEES) (المجالس السبع المذكورة أولا مكلفة أيضا بتوزيع الكهرباء) وأغادير (RAMSA) وسطات-الشاوية (RADEEC) وتادلة-بني ملال (RADEET) ووجدة (RADEEO) بينما يبقى مجلس تازة (RADEE.TA) مكلفا فقط بالصرف الصحي فقط وتم حل مجلس الناظور (RADEEN) بسبب عدم كفاءته في تطهير اللاغون.
ينضاف إلى المجالس المستقلة 40 مجلسا مباشرا تابعا للجماعات المحلية توفر خدمة توزيع الماء الصالح للشرب لصالح 3% من الساكنة الحضرية أما في المناطق القروية فحوالي 18% من أنظمة التزود بالماء تتحكم فيها مجالس مباشرة وفي سنة 2003 بلغ عدد المجالس من هذا النوع التي توفر خدمة الصرف الصحي 280.

### الماء في القانون
ينظم القانون رقم 95-10، الذي جاء في الظهير الشريف رقم 1.95.154 الصادر في 18 من ربيع الأول 1416 (16 أغسطس 1995)، استعمال الماء وفي ما يلي أسباب صدور القانون:
كذلك تنص المادة 1 في الباب الأول على أن «الماء ملك عام» والباب الثالث ينظم كيفية المحافظة على الملك العام المائي وحمايته والباب الرابع على تخطيط تهيئة الأحواض المائية والباب السادس ينص على التدابير لمحاربة التلوث.

### إجراءات الدولة
يتخذ المغرب عدة تدابير للحد والتخفيف من المشاكل التي تهدد الماء ومن بينها الجفاف كإحداث مرصد وطني للجفاف للمساعدة على اتخاذ القرار بهدف معالجة تأثيرات الجفاف وتلبية الحاجيات الآنية للساكنة القروية من الماء الصالح للشرب وتزويد الأسواق بالحبوب وإغاثة الماشية بتوريدها وتوفير الشعير ودعم المواد العلفية مع تعميم التغطية الصحية للقطيع ودعم الدخل في العالم القروي، بتوفير فرص الشغل وإعادة جدولة ديون الفلاحين وحماية الثروات الطبيعية والمحافظة على الثروات الغابوية. كما أحدث برنامج جديد لمحاربة الجفاف في المغرب في 2007 يرتكز على السقي واقتصاد الماء وذلك بتمويل من إسبانيا والمغرب ومساعدة تقنية من منظمة الأغذية والزراعة. ونظرا للتطور السريع للطلب على الموارد المائية، لجأ المغرب لتغطية هذا الطلب إلى الاستغلال المنهجي للمياه السطحية التي تخزنها سدود كبرى ولمواجهة هذه الوضعية حدد على المدى البعيد إستراتيجية خاصة بمجموع القطاع وتتجلى في سن سياسة اقتصاد الموارد المائية وذلك بإدماج السكان في شبكة التوزيع العمومية عن طريق تطبيق قانون التسعيرة المتزايدة كما ترتكز هذه الإستراتيجية على محاولة تبني تخطيط صارم يعتمد على التتبع المنهجي للاستهلاك وتسمح بتحسين تدابير الموارد المائية تبعا لحاجيات مختلف المستعملين. وبسبب تعقيد تدبير الماء في المغرب الذي يتوزع بين وزارة الفلاحة ووزارة الداخلية ومكتب الماء الصالح للشرب ووزارة الطاقة والمعادن والماء والبيئة وما يفاقمه من عقبات إدارية قررت الدولة خوض تجربة الجهوية المائية التي قد تقدم حلا ناجحا لهذا المشكل وتقلل من تحكم المركز في السياسة المائية.

### مشاريع الدولة
من أهم مشاريع المغرب في حوض سوس، مشروع محطة مدينة أغادير لإنتاج الماء الصالح للشرب عبر التحلية في 2010 والتي ستبلغ قدرتها الإنتاجية 80000 متر3 ستتضاعف في غضون سنتين. وفي أفق سنة 2030، سوف يتم تنفيذ مشروع المخطط الوطني لتدبير الماء التي تهم مدن أقاليم الجنوب ومدينة أغادير حيث سيرتفع الطلب على ماء التحلية ليبلغ مئات آلاف الأمتار المكعبة في سنة 2025 حسب النظرة الأفريقية. وفي إطار سياسة السدود هناك عدة مشاريع حالية تتمثل في سد آيت شواريت بسعة 270 مليون متر3 وسد دشر الوادي بسعة 400 مليون متر3 بالإضافة إلى مشروعات مستقبلية تتمثل في سد المجعرة بسعة 3800 مليون متر3 وسد ألوز بسعة 110 مليون متر3 وسد أيوب بسعة 120 مليون متر3 وسد سمير بسعة 39 مليون متر3. بالإضافة إلى نقل المياه الجوفية من المناطق التي تشهد وفرة مائية إلى مناطق تعاني عجزا في المياه كجر مياه وادي سبو إلى وادي أقاون وكذلك مخططات زيادة سعة التخزين لبعض السدود كسد إدريس الأول كما بدأ المغرب بالتسيير اللامركزي للأحواض المائية. كل هذا أدى إلى تحقيق نجاحات كبيرة في تعبئة موارده المائية المقدرة بحوالي 11 مليار متر3 وستنفذ خطة طموحة لتعبئة 21 مليار متر3 لغاية سنة 2020 مبرمجة على التوالي (14 مليار متر3 سنة 2000 و18 مليار متر3 سنة 2010). ورغم التحسن الكبير الملحوظ في الزراعة المسقية لا زال الطريق طويلا أمام المغرب لتحقيق حاجاته الغذائية لساكنة تنمو بسرعة ويجب بذل المزيد من الجهود مثل تدارك التأخر في تجهيز مدارات قرب السدود وهو شأن 30000 هكتار وتم تحديد تاريخ الانتهاء في سنة 2010 ونقل الماء عبر السدود أو القنوات (إنشاء عشرين سدا كبيرا وقناة كبيرة لنقل الماء مبرمجة للعقدين المقبلين) وكذا توسيع المدارات المسقية إلى 170000 هكتار إضافية وتم تحديد تاريخ الانتهاء في سنة 2025. بالإضافة إلى ذلك، ينجز المكتب الوطني للماء الصالح للشرب عدة مشاريع لتقوية التزويد بالماء الصالح للشرب في عدة مناطق كطنجة والدواوير المحيطة بها الذي بلغت تكلفته مليار و570 مليون درهم، والتي تهدف إلى تلبية الحاجيات المتزايدة للمدينة لساكنة تبلغ مليون و25 ألف نسمة في المنطقة وحدها والتي تقدر ب 2350 لتر في الثانية سنة 2010 والتي من المتوقع أن تصل إلى 5900 لتر في الثانية سنة 2030 انطلاقا من سدود طنجة المتوسط و9 أبريل 1947 ودار خروفة بصبيب على التوالي 300 لتر و1400 لتر و1500 لتر في الثانية في غضون سنة 2030. وهناك مشروع آخر يندرج في نفس الإطار بإقليم شفشاون بتكلفة تصل إلى 400 مليون درهم انطلاقا من سد مولاي بوشتة والذي سيمكن من تأمين حاجيات 143000 نسمة من الماء الصالح للشرب في غضون سنة 2014. وكذلك هناك مشروع تزويد مدينة بن جرير بالماء الصالح للشرب وإدخال الصرف الصحي ذي التكلفة البالغة 820 مليون درهم والهادف إلى خدمة ساكنة قدرها 207000 نسمة ابتداءً من ديسمبر 2010 بعد أن بدأت الأشغال في نوفمبر 2008 ومشروع معالجة المياه العادمة بأحد عشرة جماعة بحوض أم الربيع والذي سيتم بتمويل من البنك الدولي على شكل قرض بلغ 218 مليون دولار، ومشروع الماء الصالح للشرب والصرف الصحي بالناظور بتكلفة 948 مليون درهم الذي يخدم 245000 نسمة. وفي جانب الصرف الصحي، هناك عدة مخططات ومشاريع من طرف نفس المكتب كمشروع الصرف الصحي بحوض سبو الذي يهدف إلى تدبير الموارد المائية والحفاظ عليها عبر معالجة المياه العادمة وإضفاء الطابع الرسمي على الإجراءات التنظيمية والمالية لتنفيذ المخطط الوطني للصرف الصحي وذلك بإنشاء 17 محطة معالجة مياه في حوض سبو وشبكة صرف بطول 520 كلم ستخدم ساكنة يبلغ عددها 750000 نسمة. ينجز مشروع الصرف الصحي، الذي تصل تكلفته إلى 853 مليون درهم، بتمويل من البنك الأوروبي للاستثمار والوكالة الفرنسية للتنمية على شكل قرض ومنح من الاتحاد الأوروبي وتم تحديد أفقه في سنة 2014 أيضا.

## الشراكة الخارجية
تلعب الشراكة الخارجية دورا مهما في قطاع الماء والصرف الصحي بالمغرب حيث أن الفاعلين الأجانب يقدمون الدعم المالي والتقني. في فترة 2002-2003 قدم كل من البنك الأفريقي للتنمية والمفوضية الأوروبية متبوعين بالبنك الدولي في 2007 مساعدة مالية للمغرب. تبقى هذه المساعدة مرتبطة بعدة إصلاحات. يتمثل الشركاء الرئيسيون، بالإضافة إلى المذكورين سابقا، في ألمانيا وفرنسا وبنك الاستثمار الأوروبي واليابان أما باقي الشركاء فهم بلجيكا والبنك الإسلامي للتنمية والكويت وإسبانيا والولايات المتحدة.
يتركز الشركاء أكثر فأكثر في تمويل مشروعات مشتركة فعلى سبيل المثال بدأ الباجير في 1995 بدعم من ألمانيا وبلجيكا وفرنسا وإيطاليا واليابان والكويت واللكسمبورغ والاتحاد الأوروبي والبنك الدولي. وهناك مثال أحدث منه وهو المخطط الوطني للصرف الصحي الذي ينفذه المكتب الوطني للماء الصالح للشرب والممول من قبل فرنسا وألمانيا وبنك الاستثمار الأوروبي والمفوضية الأوروبية.

### ألمانيا
دعمت ألمانيا قطاع الماء في المغرب منذ بداية الثمانينات وكانت من أوائل الدول التي تدعم الحكومة المغربية في تعميم التزويد بالماء في البادية وتطوير الصرف الصحي في المراكز الصغيرة والمتوسطة. تتمثل مهمة معهد قروض إعادة التعمير، اختصارا كي إف دبليو، في مشاريع الاستثمار الألمانية بالمغرب أما الجمعية الألمانية للتعاون التقني، اختصارا جي تي زد، فمهمته المساعدة التقنية ومؤسسة إنويت فمهمتها التكوين. بلغت المساعدة المالية المقدمة من الكي إف دبليو 407 مليون يورو في 2009 ووزع المكتب الوطني للماء الصالح للشرب هذه المساعدة على مشاريع في المدن الصغيرة والبوادي. يقدم الجي تي زد المساعدة التقنية لكتابة الدولة المكلفة بالماء والبيئة وثلاثة وكالات أحواض مائية (تانسيفت وسوس ماسة وأم الربيع) في مشروع بقيمة 12 مليون يورو بدأ في 2007 وسيستمر حتى سنة 2017.

### إسبانيا
تدعم الحكومة الإسبانية عدة مشاريع للماء والصرف الصحي في المغرب أساسا في شمال المغرب ومن بينها مشروع بقيمة 15 مليون يورو ينفذه المكتب الوطني للماء الصالح للشرب في أقاليم الناظور والحسيمة وتازة وتاونات بدأ في سنة 2006. أما في جانب تدبير الموارد المائية فقد كانت لأسبانيا شراكة مع وكالة حوض ملوية خلال عاميّ 2006 و2007 ووكالة حوض لوكوس ما بين عاميّ 2003 و2009.

### الاتحاد الأوروبي

علم الاتحاد الأوروبي.

يمول الاتحاد الأوروبي قطاع الماء في المغرب من خلال هبات المفوضية الأوروبية وقروض البنك الأوروبي للاستثمار (BEI). تمرر المفوضية الأوروبية هباتها من خلال مرفق الاستثمار في الجوار (FIV) الذي هو في شراكة مع مؤسسات مالية حكومية أوروبية مثل البنك الأوروبي للاستثمار والوكالة الفرنسية للتنمية ومعهد قروض إعادة التعمير. في سنة 2002 مولت المفوضية أيضا برنامجا لدعم السياسة القطاعية للماء في المغرب وخصوصا حماية الموارد المائية. كان من أهداف البرنامج تطبيق قانون الماء لسنة 1995 وخفض ميزانية الدولة وتطوير كفاءة القطاع والمؤسسات.
ساهم البنك الأوروبي للاستثمار في مشاريع للماء والصرف الصحي في ست مدن كبرى (مراكش وسطات ومكناس وأغادير ووجدة وفاس) وعدة مدن أخرى. ما بين عامي 1997 و2006 قدم البنك 10 قروض بقيمة 283 مليون يورو. في سنة 2006 استفاد المكتب الوطني للماء الصالح للشرب من قرض قيمته 40 مليون يورو لمعالجة تلوث حوض سبو، أكثر بحيرات المغرب تلوثا والتي تقطع فاس ومكناس.
في سنة 2002، وبالتوازي مع هبة المفوضية الأوروبية، أقرض البنك الأوروبي للاستثمار المغرب 120 مليون يورو لدعم السياسة القطاعية للماء.

### البنك الأفريقي للتنمية

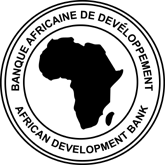
شعار البنك الأفريقي للتنمية.

مول البنك الأفريقي للتنمية تسعة مشاريع للماء الصالح للشرب في المغرب منذ 1978. بلغ المبلغ الإجمالي لهذه الاستثمارات 180 مليون دولار حتى 2006 تتوزع على عشرين مدينة مغربية وخصوصا طنجة. تقع المشاريع الحالية كلها تحت مسؤولية المكتب الوطني للماء الصالح للشرب: تسعة مشاريع للماء والصرف الصحي تهم الساكنة القروية في أربعة أقاليم ومعالجة المياه العادمة في ثلاثة مدن هي خريبكة وأبو الجعد وواد زم وعشرة مشاريع للماء الصالح للشرب في 2008 تهم مدن خنيفرة وتاونات وسطات ومراكش وتامسنا وضواحيها. في سنة 2003 مول البنك الأفريقي للتنمية أيضا برنامجا للتعديل القطاعي.

### البنك الإسلامي للتنمية
في 2006 قدم البنك الإسلامي للتنمية قرضين قدرهما 270 مليون درهم (27 مليون يورو) لمشاريع التزويد بالماء نفذها المكتب الوطني للماء الصالح للشرب.

### البنك الدولي
حتى 2009 تمثلت مساهمة البنك الدولي في تقديم قرض قدره 60 مليون دولار أمريكي للمكتب الوطني للماء الصالح للشرب في 2005 لصالح مشاريع الماء والصرف الصحي ومنحة 7 ملايين دولار أمريكي للشراكة العالمية للمساعدة القائمة على نتائج (اختصارا بالإنجليزية: GPOBA) والتي تهدف تعميم الولوج إلى الماء والصرف الصحي. يقف البنك الدولي وراء قرض بقيمة 100 مليون دولار لمساندة المبادرة الوطنية للتنمية البشرية التي يعتبر فيها الماء والصرف الصحي جزئين رئيسيين. دعم البنك الدولي أيضا السياسة القطاعية للمغرب بمساعدة مالية قدرها 100 مليون دولار في سنة 2007 بذلك يكون البنك قد ساهم في تسع مشاريع للماء والصرف الصحي بقيمة 500 مليون دولار منذ سنة 1972.

### بلجيكا
بدأ التعاون المغربي البلجيكي منذ سنة 1965 ويمثل التزود بالماء الصالح للشرب أساس هذا التعاون الذي يتركز في جنوب المغرب وبالضبط في منطقة سوس ماسة درعة وتافيلالت. ومنذ سنة 2006 دخل الدعم البلجيكي قطاع الصرف الصحي أيضا في نفس المنطقة. في عام 2009 ضاعفت بلجيكا حزمة المساعدة المالية في التعاون مع المغرب لتصل إلى 80 مليون يورو خلال أربع سنوات مع الحفاظ على تخصصها في قطاع الماء في منطقة سوس ماسة درعة والاتجاه نحو مناطق الشرق والشمال.

### الولايات المتحدة

شعار الوكالة الأمريكية للتنمية الدولية.

دعمت الوكالة الأمريكية للتنمية الدولية وكالة حوض سوس ماسة ما بين عاميّ 1999 و2005.

### فرنسا
يمثل قطاع الماء والصرف الصحي قطاعا مثاليا للتعاون بين فرنسا والمغرب منذ سنة 1992. استثمرت الوكالة الفرنسية للتنمية 130 مليون يورو في الماء و145 مليون يورو في الصرف الصحي في سنة 2007. تعتبر الوكالة الفرنسية للتنمية شريكا للمكتب الوطني للماء الصالح للشرب في مشاريع محطات المياه والصرف الصحي في المناطق الشبه قروية (تنغير وكهف النسور وبني شيكر وكلميمة وسوق الحرب وحد كرت) وعدة مجالس كبرى خصوصا أغادير ووجدة. تساهم الوكالة أيضا في مشروع المكتب الوطني للماء الصالح للشرب بالناظور لتطهير أكبر لاغون في البحر الأبيض المتوسط. يتم هذا المشروع بالاستفادة من تجربة عقود الخليج بفرنسا التي يعمل فيها كل الفاعلون معا لهدف واحد.

### اليابان
منذ 1994 قدم بنك اليابان للتعاون الدولي 3.6 مليار درهم كقرض للمكتب الوطني للماء الصالح للشرب. في 2008 قدمت الوكالة اليابانية للتعاون الدولي إعانة قدرها 13.6 مليار ين (حوالي 90 مليون يورو) لتمويل مشاريع الماء الصالح للشرب في أقاليم شفشاون وتاونات وخنيفرة. يهم هذا المشروع 408 قرية بساكنة إجمالية قدرها 241335 نسمة وسينتهي حسب التوقعات في سنة 2013 كما يعتبر أهم تمويل ياباني للمكتب الوطني للماء الصالح للشرب.